# Andrzej Nowicki (duchowny)
Andrzej Nowicki (ur. 5 kwietnia 1961 roku w Bytomiu) – prezbiter rzymskokatolicki, kanonik, doktor habilitowany w zakresie teologii fundamentalnej.

## Życiorys
Jest synem Edmunda i Marii, z domu Skorupa. 21 czerwca 1981 ukończył szkołę średnią w Piekarach Śląskich i w tym samym roku wstąpił do Wyższego Śląskiego Seminarium Duchownego w Katowicach, gdzie rozpoczął studia filozoficzno-teologiczne. 31 stycznia 1987 w archikatedrze Chrystusa Króla przyjął święcenia kapłańskie z rąk arcybiskupa Damiana Zimonia. Dalsze studia licencjackie i doktoranckie kontynuował na Papieskiej Akademii Teologicznej w Krakowie. 12 grudnia 2000 uzyskał stopień doktora w zakresie teologii fundamentalnej. Tytułem jego pracy doktorskiej był: „Problem dialogu międzyreligijnego w teologii Hansa Wandelfelsa”, którą napisał pod kierunkiem, ks. prof. dr hab. Łukasza Kamykowskiego.
Po święceniach prezbiteratu został wikariuszem w parafii św. Jadwigi w Chorzowie (1987–1991), gdzie przez ostatni rok był katechetą w Liceum im. Juliusza Słowackiego. Dekretem abpa Damiana Zimonia w 1991 został wikariuszem w parafii św. Marii Magdaleny w Tychach, gdzie katechizował w miejscowym Liceum im. Cypriana Kamila Norwida. W 1996 został prefektem w Wyższym Śląskim Seminarium Duchownym w Katowicach, a następnie w 2001 wicerektorem. Od 2007 jest członkiem Archidiecezjalnej Komisji Ekumenicznej, zaś 14 kwietnia 2009 został kanonikiem honorowym Kapituły Metropolitalnej w Katowicach. Wykładał także na Wydziale Teologicznym Uniwersytetu Śląskiego teologię fundamentalną. Od 29 lipca 2012 jest proboszczem parafii śś. ap. Piotra i Pawła w Katowicach, gdzie pełni też m.in. rolę opiekuna pisma parafialnego „Nasza Wspólnota". Jest autorem wielu publikacji i artykułów, na temat teologii moralnej i ekumenizmu. 
Od 1 stycznia 2018 pełni funkcję dziekana dekanatu Katowice-Śródmieście. 

## Publikacje
- Problem dialogu międzyreligijnego w teologii Hansa Waldenfelsa, Kraków 2001.
- Droga Krzyżowa, (red.), Ruda Śląska 2005.
- Różaniec (red.), Ruda Śląska 2006.
- Miej miłosierdzie…, (red.), Ruda Śląska 2008.

## Artykuły
- Eklezjalny wymiar poznaniateologicznego, SSHT 2002, t.35, z.2, s. 469–471.
- Problem zmartwychwstania człowieka w teologii Ladislausa. Borosa, [w:] Studia Redemptorystowskie nr 2 / 2004, s. 187–200.
- Problem aktywizacji powołań jako element konstytutywny duszpasterstwa ogólnego, w: Studia Warmińskie, Olsztyn 2004.
- The theology of border – line and dialogue of Hans Waldenfels, SSHT 2005, t. 38, s. 108–115.
- Kontekst religijny współczesnej refleksji antropologicznej, [w:] Pojednanie drogą Kościoła. Dziesięciolecie encykliki Ut unum sint, red. Józef Budniak, Katowice 2006, s. 254–268.
- Erich Przywara teolog pogranicza i dialogu, [w:] Katowice. Polsko-Niemiecka przestrzeń kulturowa w latach 1865–1939, red. Grażyna Barbara Szewczyk, Katowice 2006, s. 147–155.
- Świętość świeckich – wyzwanie dla duszpasterstwa, w: Świętość świeckich – rzeczywistość bliska czy daleka? (red. R. Kuligowski, T. Panuś), Kraków 2006, s. 83–96.
- Duszpasterstwo ekumeniczne według Dokumentu I Synodu Diecezji Katowickiej, [w:] Ekumenizm w duszpasterstwie parafialnym, (red. Józef Budniak), Katowice 2007, s. 99–107.
- Spotkanie jako element konstytutywny dialogu. Dzień Judaizmu w Katowicach, [w:] Dialog chrześcijańsko-żydowski w Polsce, (red. Grzegorz Ignatowski), Katowice 2008, s. 90–96.
- Chrześcijaństwo wobec pokusy synkretyzmu mistycznego[5]
- Symbolika serca w teologii Jana Pawła II[6]
- Świętość świeckich – wyzwanie dla duszpasterstwa[7]